# Mostassa violeta de Briva
La mostassa violeta de Briva, o simplement mostassa violeta, és una salsa a base de grans de mostassa negra i most de vi que també s'utilitza com a condiment, en especial per a morcilles, a la cuina llemosina. Conté també altres ingredients com per exemple vinagre. El seu nom ve del seu color morat característic que li dona el most. Actualement es compra ja feta i es fabricava únicament a Briva (Corresa), tot i que darrerament se'n poden trobar variants -normalment amb el nom de mostassa al most de vi- en altres llocs d'Occitània, com ara Llenguadoc o Provença.
Els seus ingredients són, per ordre de més a menys quantitat en pes, most de vi del país, mostassa, vi, vinagre, aigua, sal i espècies. També es pot utilitzar per a condimentar carns fredes, magret d'ànec o, a França, per variar, substituint la mostassa clàssica a maioneses i vinagretes.

## Origen
Sembla que ja existia al segle xiii, tot i que es considerava un producte camperol i poc noble. Es diu que al segle xiv, el papa Climent VI, el Magnífic, que era de Corresa però havia de viure a Avinyó, va demanar un paisà seu de fer-li aquesta mena de mostassa, que li recordava els gustos del seu país d'origen. El papa va quedar tan content que va nomenar l'home, que sembla que es deia Javbertie, Gran Mostasser del Papa. En passar a formar part de la dieta d'un papa, i en particular d'aquest, conegut pels seus fastos, aquesta salsa es va posar ràpidament molt de moda, però a poc a poc es va anar relegant a un segon pla primer i oblidant després.
Cap al segle xix es van iniciar moviments a Corresa per recuperar aquesta salsa. La recepta actual és dels anys 80, època a la qual es va modificar la seva composició per adaptar-la millor als gustos actuals.